# Naksansa

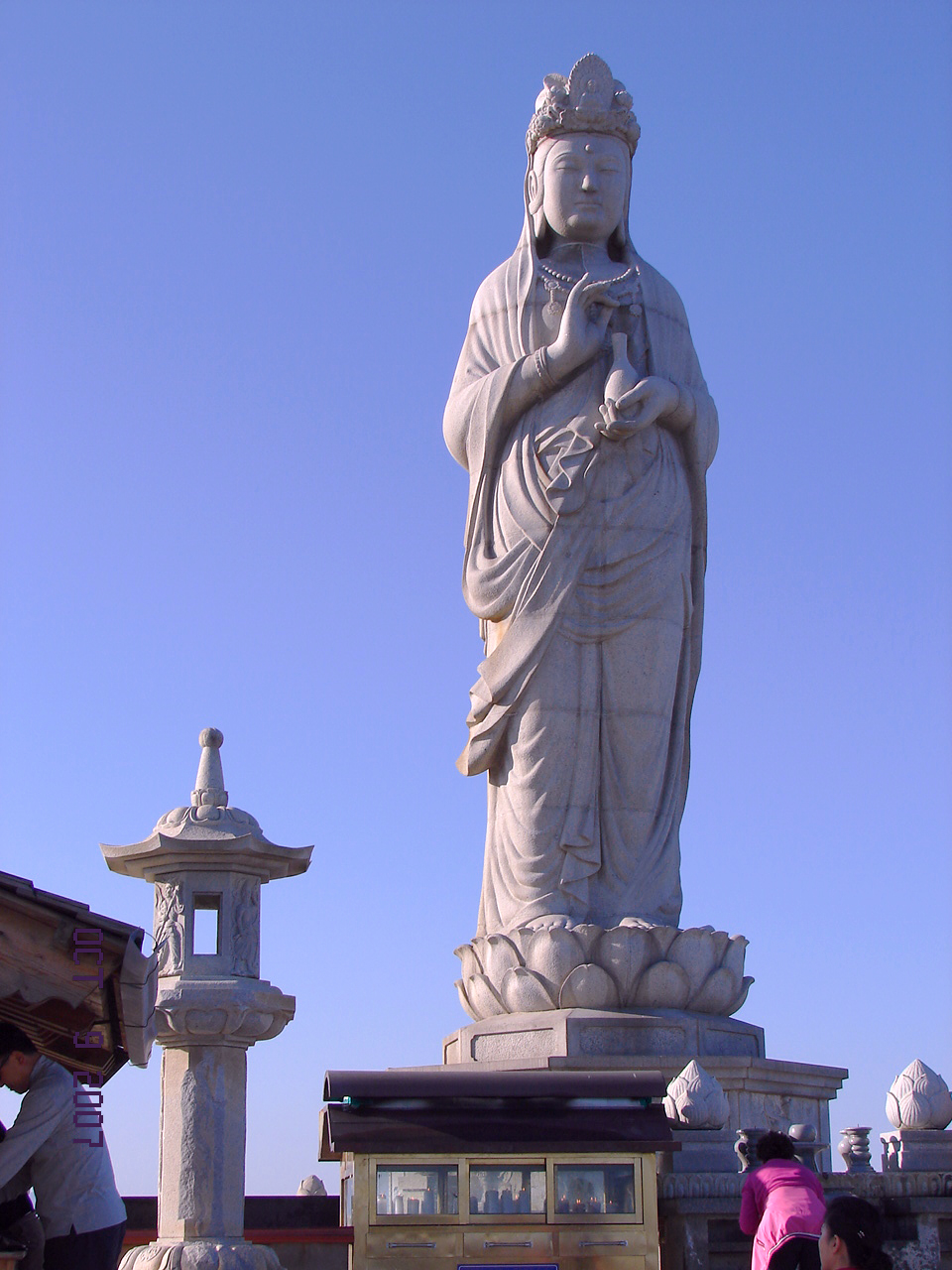
Haesugwaneumsang

Naksansa (kor. 낙산사, Hanja 洛山寺) oder Naksan-Tempel ist ein buddhistischer Tempelkomplex des Jogye-Ordens in Südkorea. Die Anlage am Abhang des Berges Naksan (auch „Obongsan“) bietet einen spektakulären Blick auf das Japanische Meer. Sie liegt auf halber Strecke zwischen Sokcho und Yangyang.
Naksansa wurde 671 n. Chr. gegründet und weist bedeutende Kunstschätze auf. Die Anlage wird beherrscht von der 1977 geschaffenen, 15 m hohen Granitstatue der Göttin der Barmherzigkeit Haesugwaneumsang.
Der Tempelkomplex wurde am 5. April 2005 durch einen Waldbrand weitgehend zerstört. Die Tempelglocke aus dem 15. Jahrhundert schmolz. Wie nach früheren Zerstörungen (durch die Mongolen im 13. Jahrhundert und ab 1953 nach dem Koreakrieg) wurde Naksansa weitgehend originalgetreu wieder aufgebaut. 

## Bildbeispiele

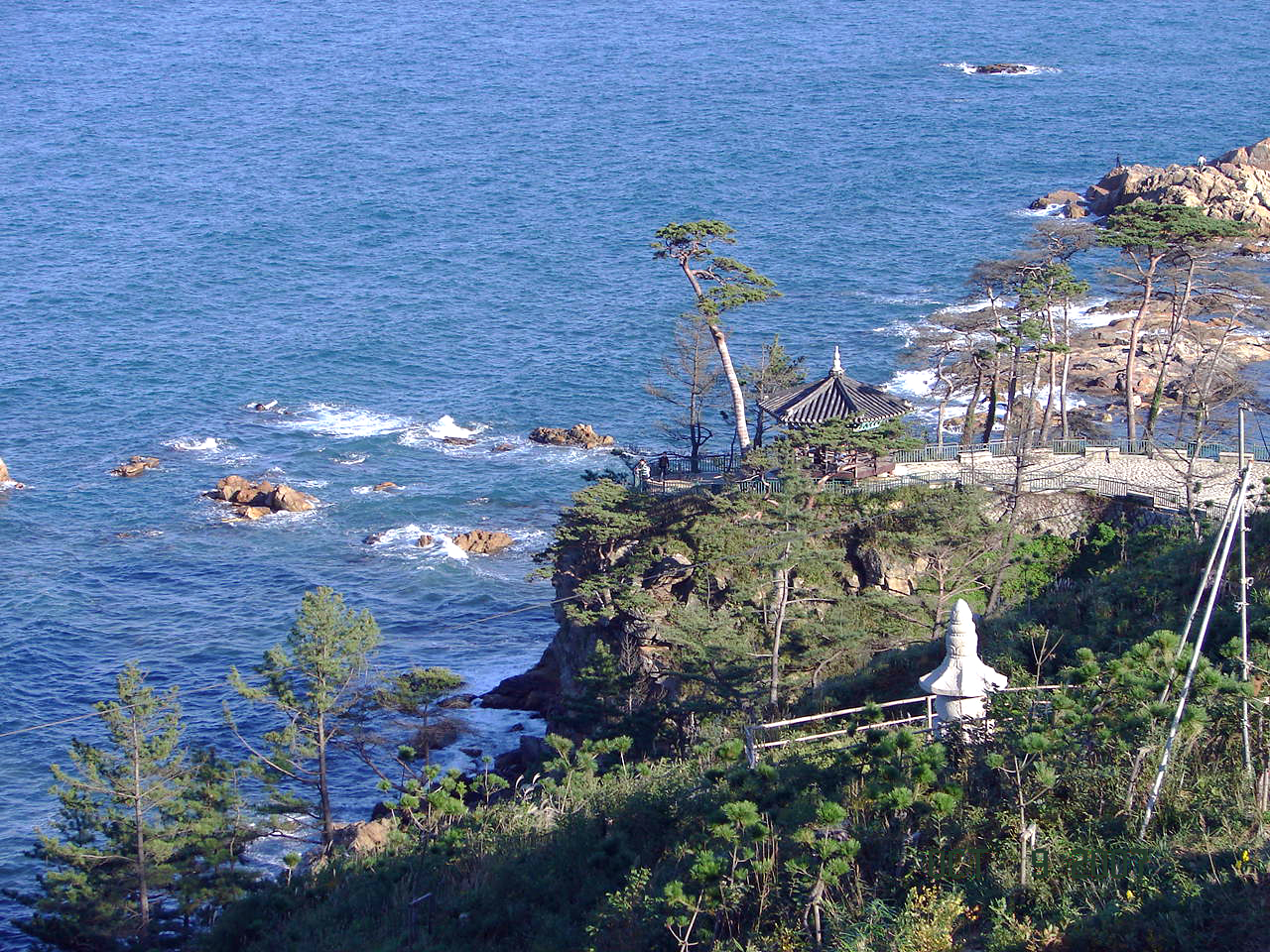
Uisangdae-Pavillon
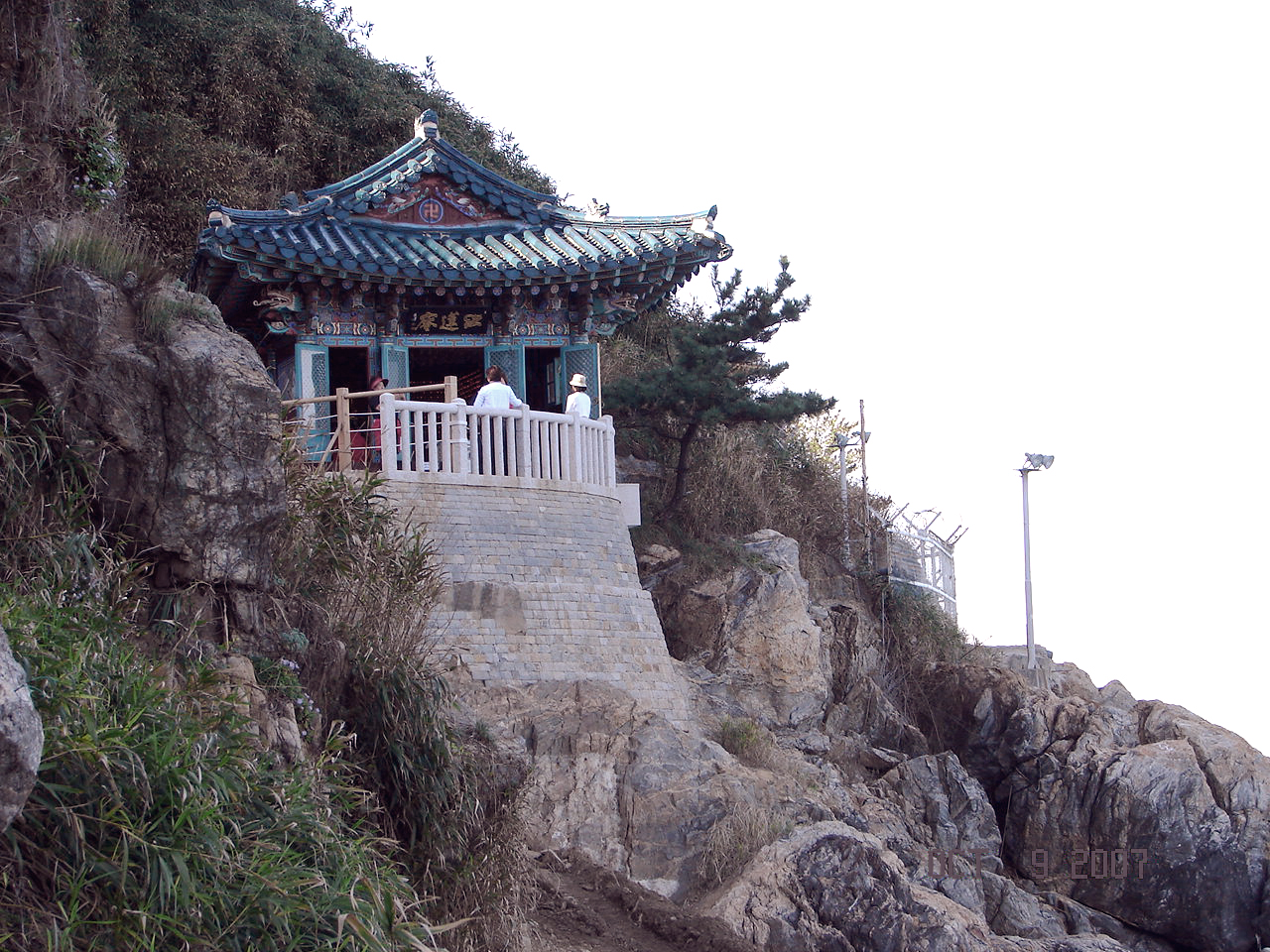
Hongreanam
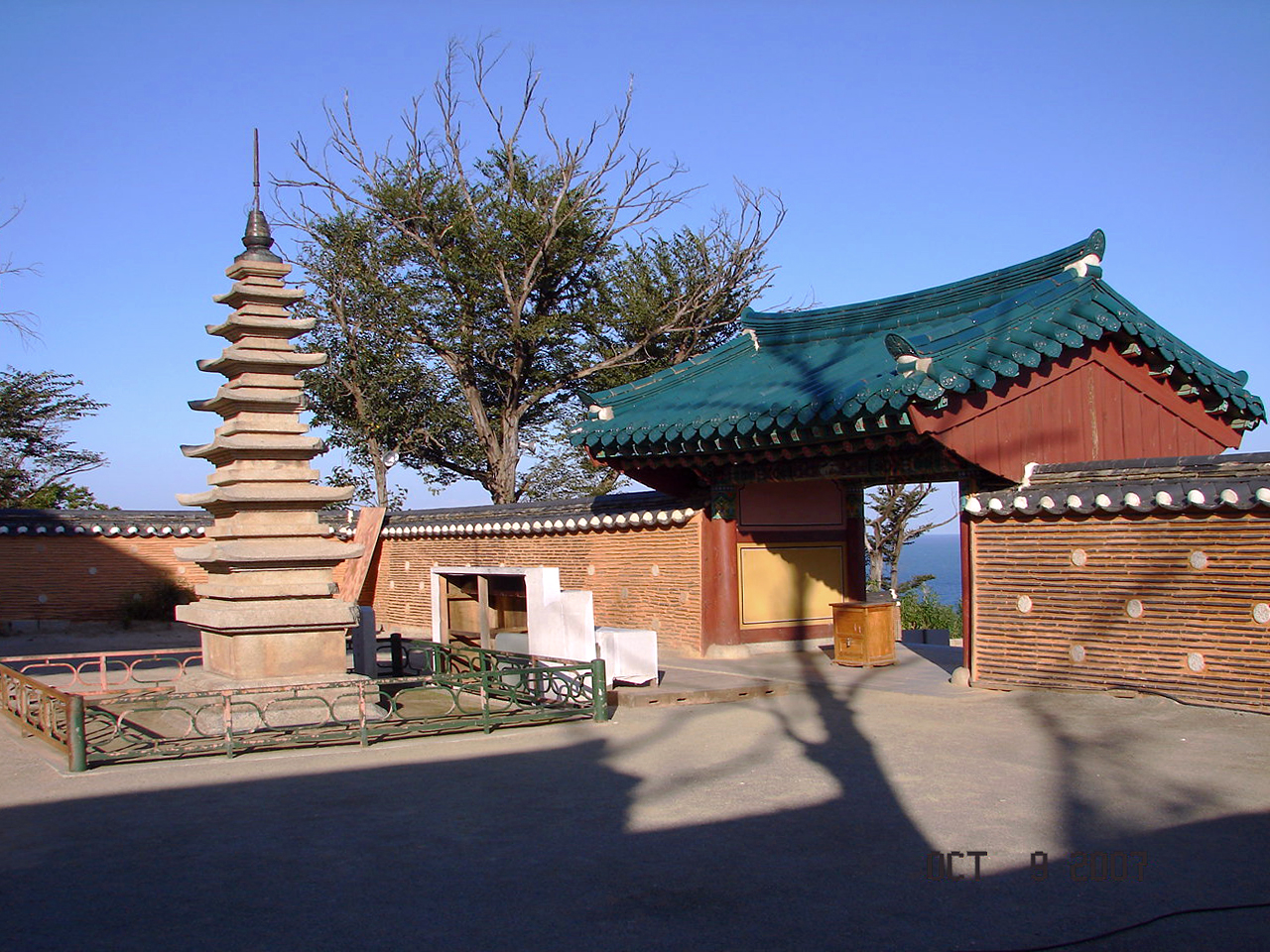
Naksansas siebenstöckige Pagode, Naksansa Chilcheung Seoktap
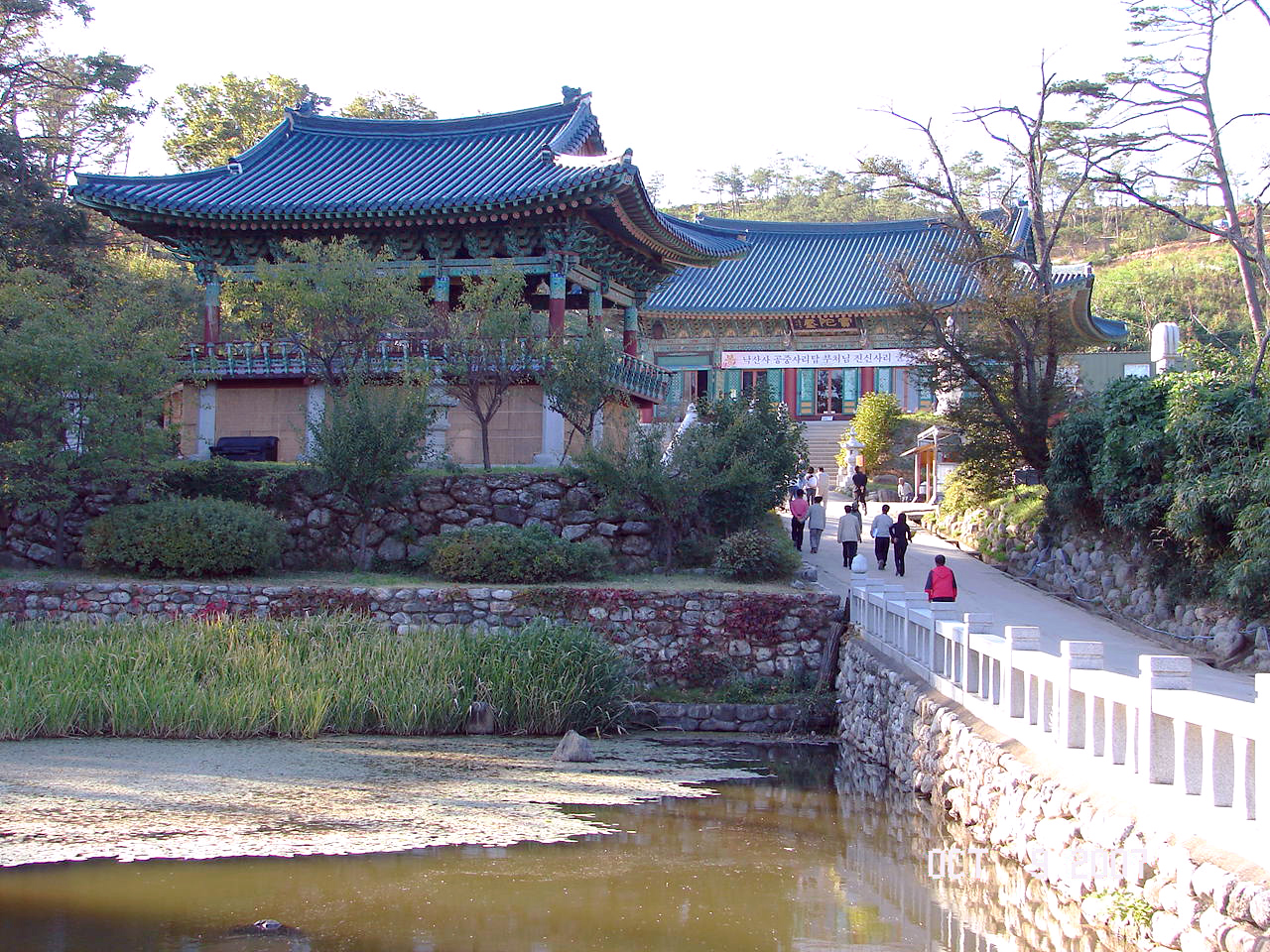
Überblick